# Драгутин Којић
Драгутин Којић (Закута, 20. октобар 1888 – Београд, 26. новембар 1941) био је српски правник и политичар, у више мандата министар у владама Краљевине Југославије.

## Биографија
Рођен је у Закути, срезу гружанском, 20. октобра 1888. године. Његов отац је био Сретен Којић, један од оснивача Народне радикалне странке. Његова мајка је била Италијанка, али је прешла у православље и узела име Даница. Основну школу је завршио у родном селу, а гимназију у Крагујевцу 1905. године. Дипломирао је на Правном факултету у Београду, а 1908. године одлази у Француску на докторске студије. Докторирао је 1910. године са тезом L'Annexion de la Bosnie et de l'Herzegovine et le droit intermational public. У Француској је упознао и своју будућу супругу Олгу Глушчевић. Након завршених студија, неко време је провео у дипломатској служби.
Као добровољац борио се у Балканским ратовима, а као резервни потпоручник учествовао је у Првом светском рату. Био је члан Пашићевог кабинета у избегличкој влади на Крфу, потом секретар Српског представништва у Лондону. Неко време обављао је и дужност секретара српске делегације на мировној конференцији у Паризу.
У политички живот ступио је врло рано као члан Народне радикалне странке. За народног посланика изабран је први пут 1923. године у Крагујевачком изборном округу, у којем је биран и на каснијим изборима 1925. и 1927. године. На изборима 1931. године представљао је Гружански срез.
Био је министар трговине и индустрије 1923. године, министар саобраћаја и заступник министра шума и руда исте године, министар шума и руда 1924. Као присталица династије Карађорђевића након увођења Шестојануарске диктатуре напустио је радикале и 1931. године постао је министар правде у влади Петра Живковића. Годину дана касније постао је министар просвете. У влади Милана Сршкића био је министар без портфеља (1932-1934), а у влади Николе Узуновића министар пољопривреде и заступник министра правде (1934-1935). Бринуо је о пољопривреди и настојао је почетком тридесетих да утиче на доношење општег плана развоја југословенске пољопривреде. Након убиства краља Александра у Марсељу поднео је оставку и у новој влади Богољуба Јевтића постао министар правде. Након пада Јевтићеве владе 1935. године прелази у опозицију.
Донео је Привремени наставни план и програм за вишу народну школу у Краљевини Југославији 26. августа 1932, који је ступио на снагу септембра исте године. На његов предлог затворено је 13 непотпуних средњих школа; 12 потпуних средњих школа је сведено на непотпуне; затворено је 5 учитељских школа у Краљевини. Мушка и женска учитељска школа спојене су у једну у Загребу, Љубљани и Марибору; затворена је Трећа реална гимназија у Љубљани и Реална гимназија у Копривници. Штедња, затварање гимназија и средњих школа, увођење школарине, пооштравање услова за упис у гимназије само су неке од мера његове просветне политике.
Прописао је правила о вршењу верских дужности ученика средњих и средњих стручних школа православне, католичке и других вероисповести; такође, и правила о полагању практичног учитељског испита; о полагању државног и стручног испита за професоре и учитеље вештина уметничких школа (музичких и уметничких академија и школа и конзерваторија); о нижем и вишем течајном испиту у реалним и класичним гимназијама и реалкама; о учитељском испиту зрелости у Вишој домаћичкој школи у Старом Футогу, и правилник о наплати улазница за разгледање државних музеја.
Почетком 1938. године као посланик Југословенске националне странке у Народној скупштини критиковао је споразум Удружене опозиције са Сељачко-демократском коалицијом Влатка Мачека као најтежи удар државном јединству. Кандидовао се за народног посланика на изборима у децембру исте године, али није био изабран.
Којић је заједно са оцем Сретеном помогао обнову Цркве Свете Ангелине у Закути, здаужбине Томе Вучића Перишића. Његовим залагањем у Закути су подигнути нова школска зграда и споменик борцима Груже из Првог светског рата. Којић је одликован: Карађорђевом звездом, Обилићевом медаљом, Орденом Белог орла са мачевима, француском Легијом части, британским Орденом краља Ђорђа.

## Породица
Драгутинов отац Сретен Којић био је један од првака Народне радикалне странке и дугогодишњи радикалски посланик за Округ крагујевачки.
Рођак Драгутина Којића био је чувени архитекта Бранислав Којић. Драгутин је по пројекту Бранислава Којића подигао импозантну вилу у родној Закути која је одузета породици након Другог светског рата.
Драгутинова супруга Олга Којић била је ћерка познатог српског писца и преводиоца Окице Глушчевића.